# 2022年伊利諾州州務卿選舉
2022年伊利諾州州務卿選舉將於2022年11月8日舉行，以選舉伊利諾伊州州務卿。現任民主黨州務卿傑西·懷特不尋求連任第七個任期。